# Западничество

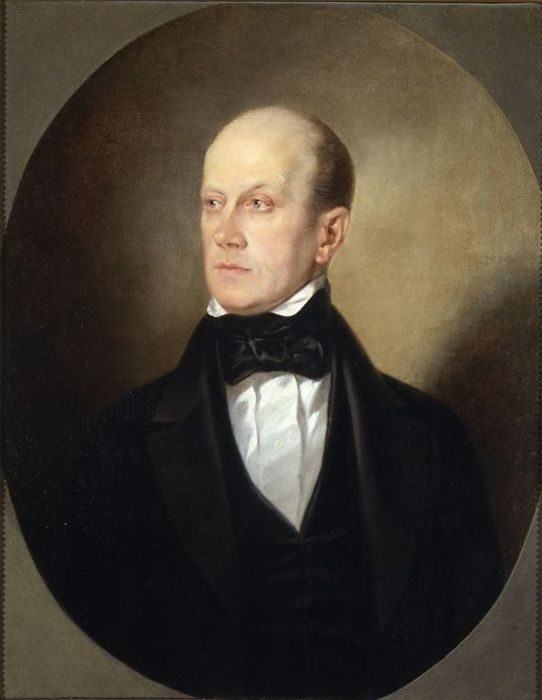
Пётр Яковлевич Чаадаев, философ (по собственной оценке — «христианский философ»)

За́падничество — сложившееся в 1830-е —1850-е годы направление общественной и философской мысли.
Западники, представители одного из направлений русской общественной мысли 1840-х — 1850-х годов, выступали за отмену крепостного права и признание необходимости развития России по западноевропейскому пути. Большинство западников по происхождению и положению принадлежали к дворянам-помещикам, были среди них разночинцы и выходцы из среды богатого купечества, ставшие впоследствии преимущественно учёными, писателями, а так же приезжих с запада.
Идеи западничества выражали и пропагандировали публицисты и литераторы — Пётр Чаадаев, Владимир Печерин, Иван Гагарин, Владимир Соловьёв (представители так называемого религиозного западничества), Иван Тургенев и Борис Чичерин (либеральные западники), Виссарион Белинский, Александр Герцен, Николай Огарёв, позднее Николай Чернышевский, Василий Боткин, Павел Анненков (западники-социалисты), Михаил Катков, Евгений Корш, Александр Никитенко и другие; профессора истории, права и политической экономии — Тимофей Грановский, Пётр Кудрявцев, Сергей Соловьёв, Константин Кавелин, Борис Чичерин, Пётр Редкин, Иван Бабст, Иван Вернадский и другие. Идеи западников в той или иной степени разделяли писатели, поэты, публицисты — Николай Мельгунов, Дмитрий Григорович, Иван Гончаров, Александр Дружинин, Андрей Заблоцкий-Десятовский, Валериан Майков, Владимир Милютин, Николай Некрасов, Иван Панаев, Алексей Писемский, Михаил Салтыков-Щедрин, но они часто пытались примирить западников и славянофилов, хотя с годами в их взглядах и творчестве прозападническое направление преобладало.

## Предшественники западничества

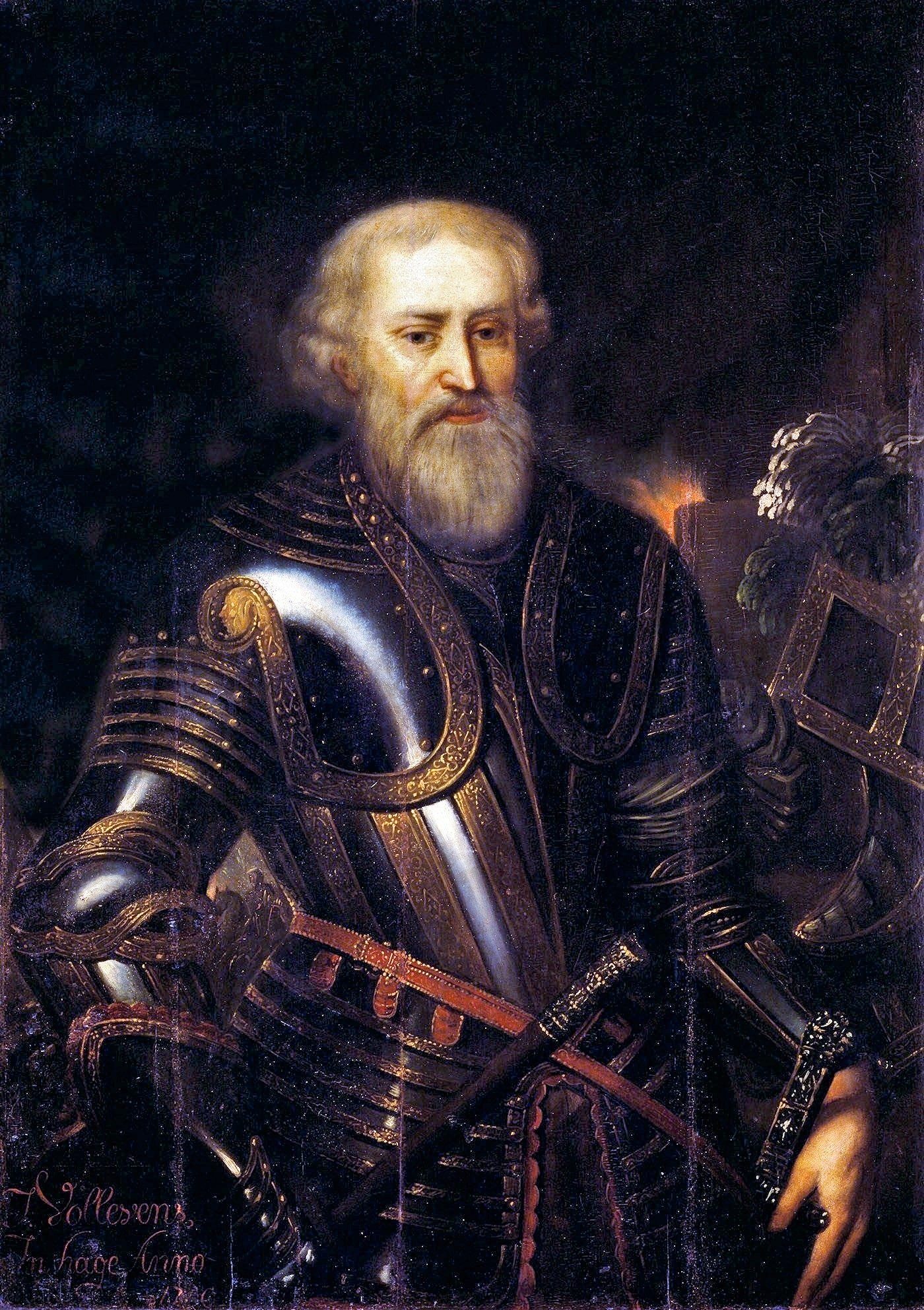
Артамон Сергеевич Матвеев

Своего рода предшественниками западнического мировоззрения в допетровской России были такие политические и государственные фигуры XVII века, как московские бояре — воспитатель и фаворит царя Алексея Михайловича Борис Морозов, главы Посольского приказа, фактически возглавлявшие русские правительства, — Артамон Матвеев и Василий Голицын.
Владимир Сергеевич Соловьёв писал, что «сложность состава и постепенность развития европейской культуры, породившие на Западе множество разнообразных и противоборствующих интересов, идей и стремлений, неизбежно отразились и в русском сознании при усвоении ими западной образованности». Если для «начинателей русской культуры», к которым Соловьёв относил Петра I и Михаила Ломоносова, всякие различия закрывались общей противоположностью между «западным» образованием и домашней дикостью, между «наукой» и «невежеством», то уже в царствование Екатерины II среди приверженцев «западного» образования обозначилось резкое разделение двух направлений: мистического и вольномыслящего — «мартинистов» и «вольтерианцев». Лучшие представители обоих направлений, такие как Николай Новиков и Александр Радищев, сходились, однако, в любви к просвещению и интересу к общественному благу.
Хотя он спорил с крайним первым западником Чаадаевым, поскольку был противником католической теологии и защищал православное богословие, но предшественником и единомышленником зрелых западников 1840-х годов был Александр Пушкин.

## Возникновение западничества
Формированию западничества и славянофильства положило начало обострения идейных споров после напечатания в 1836 году «Философических писем» Чаадаева. К 1839 году сложились взгляды славянофилов, примерно к 1841 году — взгляды западников. Общественно-политические, философские и исторические воззрения западников, имея многочисленные оттенки и особенности у отдельных западников, в целом характеризовались определёнными общими чертами. Западники выступали с критикой крепостного права и составляли проекты его отмены, показывали преимущества наёмного труда. Отмена крепостного права представлялась западникам возможной и желательной только в виде реформы, проводимой правительством совместно с дворянами. Западники критиковали феодальный строй царской России, противопоставляя ему буржуазно-парламентарный, конституционный порядок западноевропейских монархий, прежде всего Англии и Франции. Выступая за модернизацию России по образцу буржуазных стран Западной Европы, западники призывали к быстрому развитию промышленности, торговли и новых транспортных средств, прежде всего железных дорог; выступали за свободное развитие промышленности и торговли. Достижения своих целей они рассчитывали добиться мирным путём, воздействуя общественным мнением на царское правительство, распространяя свои взгляды в обществе через просвещение и науку. Пути революции и идеи социализма многие западники считали неприемлемыми. Сторонники буржуазного прогресса и защитники просвещения и реформ, западники высоко ценили Петра I и его усилия по европеизации России. В Петре I они видели образец смелого монарха-реформатора, открывшего новые пути для исторического развития России как одной из европейских держав.

## Спор о судьбе крестьянской общины
В практической плоскости в сфере экономики основное расхождение между западниками и славянофилами заключалось в разных взглядах на судьбу крестьянской общины. Если славянофилы, почвенники и западники-социалисты рассматривали передельную общину как основу самобытного исторического пути России, то западники-несоциалисты — видели в общине пережиток прошлого, и полагали, что общину (и общинное землевладение) должно ждать исчезновение, подобно тому, как это произошло с крестьянскими общинами стран Западной Европы. Соответственно славянофилы, как и западники-социалисты и почвенники, считали необходимым всяческую поддержку крестьянской поземельной общины с её общинным владением землёй и уравнительными переделами, в то время как западники — не социалисты — ратовали за переход к подворному землевладению (при котором крестьянин распоряжается имеющейся у него землёй единолично).

## Владимир Соловьёв о западничестве и западниках

### Три фазиса

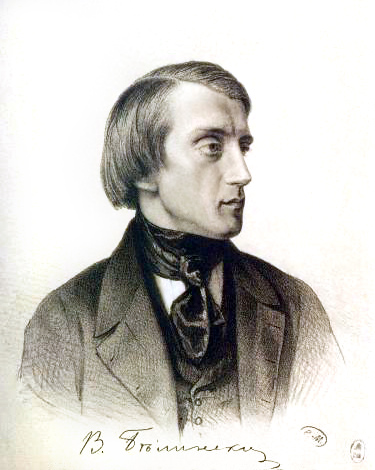
Виссарион Григорьевич Белинский

Как указывал Владимир Соловьёв, к более полному осознанию принципов «западного» развития российских интеллектуалов привели «великие общеевропейские движения» 1789—1815 годов.
Соловьёв выделяет «три главные фазиса», которые «в общем ходе западноевропейского развития последовательно выступали на первый план, хотя и не упраздняли друг друга»:
1. Теократический, представляемый преимущественно римским католичеством
2. Гуманитарный, определившийся теоретически как рационализм и практически как либерализм
3. Натуралистический, выразившийся в позитивном естественно-научном направлении мысли, с одной стороны, и в преобладании социально-экономических интересов — с другой (этим трём фазисам более или менее аналогично отношение между религией, философией и положительной наукой, а также между церковью, государством и обществом).

Последовательность этих фазисов, имеющих, на взгляд Соловьёва, несомненно общечеловеческое значение, повторилась в миниатюре и при развитии русской общественной мысли в XIX веке.
По его словам, первый, католический аспект отразился во взглядах Петра Чаадаева, второй, гуманитарный, — у Виссариона Белинского и так называемых людей 1840-х годов, а третий, позитивно-социальный, — у Николая Чернышевского и людей 1860-х годов. Этот процесс развития русской общественной мысли был настолько стремительным, что некоторые его участники уже в зрелом возрасте приходили к смене взглядов.

### Западники и славянофилы
Соловьёв указывал, что удовлетворительного решения сформулированных им общечеловеческих вопросов ещё не дано ни на Западе, ни на Востоке и, следовательно, работать над ним должны вместе и солидарно друг с другом все деятельные силы человечества, без различия стран света; а затем уже в результатах работы, в применении общечеловеческих принципов к частным условиям местной среды сами собой сказались бы все положительные особенности племенных и народных характеров. Такая «западническая» точка зрения не только не исключает национальную самобытность, но, напротив, требует, чтобы эта самобытность как можно полнее проявлялась на деле. От обязанности совместного культурного труда с прочими народами противники «западничества», по его словам, отделывались произвольным утверждением о «гниении Запада» и бессодержательными прорицаниями об исключительно великих судьбах России. По мнению Соловьёва, желать своему народу величия и истинного превосходства (для блага всех) свойственно каждому человеку, и в этом отношении не было различия между славянофилами и западниками. Западники настаивали лишь на том, что великие преимущества даром не даются и что когда дело идёт не о внешнем только, но и о внутреннем, духовном и культурном превосходстве, то оно может быть достигнуто только усиленной культурной работой, при которой невозможно обойти общих, основных условий всякой человеческой культуры, уже выработанных западным развитием.
По словам Соловьёва, после того как идеализированные представления и пророчества изначального славянофильства бесследно испарились, уступив место безыдейному и низменному национализму, взаимное отношение двух главных направлений русской мысли значительно упростилось, вернувшись (на другой ступени сознания и при иной обстановке) к тому же общему противоположению, которым характеризовалась эпоха Петра Великого: к борьбе между дикостью и образованием, между обскурантизмом и просвещением.
| Критерий                          | Славянофилы                                                                                                | Западники |
| --------------------------------- | --- | --- |
| Представители                     | Алексей Хомяков, братья Киреевские, братья Аксаковы, Юрий Самарин                                          | Пётр Чаадаев, Василий Боткин, Михаил Бахтин, Иван Тургенев, Константин Кавелин, Сергей Соловьёв, Борис Чичерин |
| Отношение к самодержавию          | Монархия+совещательное народное представительство                                                          | Ограниченная монархия, парламентский строй, демократическая свобода.                                           |
| Отношение к крепостному праву     | Отрицательное, выступали за отмену крепостного права сверху                                                | Отрицательное, выступали за отмену крепостного права сверху                                                    |
| Отношение к Петру I               | Отрицательно. Пётр внедрил западные порядки и обычаи, которые сбили Россию с истинного пути                | Возвеличивание Петра, который спас Россию, обновил страну и вывел её на международный уровень                  |
| По какому пути должна идти Россия | Россия имеет свой особый путь развития, отличный от Запада. Но можно заимствовать фабрики, железные дороги | Россия с опозданием, но идет и должна идти по западному пути развития                                          |
| Как проводить преобразования      | Мирный путь, реформы сверху                                                                                | Недопустимость революционных потрясений                                                                        |

## Оценки
Термины «западничество», «западники» (иногда — «европейцы»), так же как и «славянофильство», «славянофилы», родились в идейной полемике 1840-х годов. Уже современники и сами участники этой полемики указывали на условность и неточность этих терминов.
Русский философ второй половины XIX века Владимир Соловьёв (сам придерживавшийся идей западничества) определял западничество как «направление нашей общественной мысли и литературы, признающее духовную солидарность России и Западной Европы как нераздельных частей одного культурно-исторического целого, имеющего включить в себе всё человечество… Вопросы об отношении веры и разума, авторитета и свободы, о связи религии с философией и обеих с положительной наукой, вопросы о границах между личным и собирательным началом, а также о взаимоотношении разнородных собирательных целых между собой, вопросы об отношении народа к человечеству, церкви к государству, государства к экономическому обществу — все эти и другие подобные вопросы одинаково значительны и настоятельны как для Запада, так и для Востока».
Как писал Юрий Лотман:

 «Европеизм» исходил из представления о том, что «русский путь» — это путь, уже пройденный «более передовой» европейской культурой. Правда, в самом начале он включал в себя характерное дополнение: усвоив европейскую цивилизацию и встав на общий европейский путь, Россия, как неоднократно повторяли представители разных оттенков этого направления, пойдёт по нему быстрее и дальше, чем Запад. От Петра до русских марксистов настойчиво проводилась мысль о необходимости «догнать и перегнать…». Овладев всеми достижениями западной культуры, Россия, как полагали адепты этих концепций, сохранит глубокое отличие от своего «побежденного учителя», преодолеет взрывом тот путь, который Запад совершил постепенно и, с точки зрения русского максимализма, — непоследовательно.

По мнению политолога Владимира Пастухова в идеологии славянофильства и западничества не было ничего специфически русского. Учёный ссылается на британского историка Арнольда Тойнби, писавшего по этому поводу, что в любом отсталом обществе, которому нужно противостоять более сильному в военном и экономическом отношении противнику, возникает два течения: «иродианство» — ратующее за копирование иностранных общественных институтов, и «зелотизм» — призывающее к изоляции ради сохранения традиционного уклада. По мнению Тойнби, ни то, ни другое течение не могут привести общество к успеху, потому что оба они лишены творческого начала. Также Пастухов отметил, что «Перефразируя Ленина, можно сказать, что существуют „три источника, три составные части“ большевизма: „западничество“ и „славянофильство“, как два основных направления русских интеллектуальных поисков середины XIX века, и православная религиозная традиция, ставшая той „чувственной подкладкой“, которая помогла соединить вместе то, что, казалось бы, соединено быть не может никогда».